# Tecnimont
La Tecnimont S.p.A., abbreviazione di Montedison Tecnologie, è un'azienda italiana, controllata al 100% dalla Maire Tecnimont che opera nel settore dell'ingegneria, approvvigionamento di materiali e delle costruzioni di impianti su larga scala in tutto il mondo, quotata alla Borsa di Milano dal dicembre 2007.

## Storia

### Origini
L'azienda è nata nel 1966 come una divisione di ingegneria e sviluppo della Montedison che, nel 1973, la trasformò in una S.p.A. con la denominazione Tecnimont, con la fusione delle aree di ingegneria e sviluppo di Montecatini e Edison. Dalle due realtà eredita l’esperienza di Giulio Natta (Nobel per la chimica nel 1963) e le competenze relative alla creazione di impianti di poliolefine.
Nel 1983 Tecnimont entra tra le società gestite da Iniziativa Meta, relativamente al settore dell'ingegneria e delle tecnologie; Tecnimont controllava inoltre Montedil e Montedison Servizi per l'Agricoltura.
In effetti l'origine si sposta più indietro nel tempo: la Montecatini, con sede in via Turati (palazzo A) aveva una sua Divisione di progettazione chiamata, inizialmente "Settore Progetti e Studi" e successivamente Divisione Ingegneria (DIIN)(palazzo B di via Turati).
Successivamente, con l'aumento del personale e la fusione con la Edison gli uffici di progettazione del gruppo si trasferirono presso una nuova sede, per poi allargarsi ulteriormente nel nuovo palazzo di viale Monte Grappa. Un'ulteriore sede fu presso Viale Monza, date le commesse acquisite ed il personale assunto dalla Società.
Nel 1983 la guida dell'azienda è affidata a Rosario Alessandrello che nel 1986 diventa presidente e Amministratore Delegato dell'azienda.

### La fusione e la nascita del Gruppo Maire Tecnimont
A partire dalla vicenda Enimont e proseguendo con la crisi finanziaria del gruppo Ferruzzi, nuovo proprietario della controllante, la Montedison cedette molte attività, tra le quali anche la Tecnimont, che nel 2005 venne ceduta per oltre 180 milioni di euro da Edison a Maire Holding.
Dalla fusione con Maire Holding, nata nel 1991 e di proprietà di Fabrizio Di Amato, nasce Maire Tecnimont.
Fabrizio Di Amato viene nominato nel 2007 Presidente e AD, e confermato con la carica di presidente nel 2013.  Nel 2022 viene nominato in qualità di AD Alessandro Bernini.
Dal 2011 la sede unica della società occupa il complesso Torri Garibaldi.

### Le acquisizioni
Tra il 1992 e il 1995 Tecnimont si consolida anche sul mercato tedesco con la fondazione di Tecnimont Planung Industrieanlagenbau Salzgitter GmbH (“TPI”), il centro di ingegneria specializzato nella progettazione di impianti di polietilene a bassa densità (LDPE).
Nel 1996 Tecnimont acquisisce inizialmente il 25% del capitale di Tecnimont ICB, società attiva in India nei servizi di ingegneria e creata nel 1958 dalla famiglia Kapadia, salendo nel 2000 al 50% della proprietà.
Nel 2007 Tecnimont acquisisce il restante 50%  e la controllata indiana entra a far parte del Gruppo, cambiando successivamente la ragione sociale in Tecnimont Private Limited.

## La struttura
L'esperienza internazionale posiziona Tecnimont tra attori più attivi nel settore dell’ingegneria impiantistica e realtà innovatrice nello scenario della tecnologia industriale italiana; è la principale società operativa del Gruppo Maire Tecnimont.
Tecnimont opera nei seguenti settori:
- Chimica e petrolchimica: con una quota di mercato del 30% negli impianti di poliolefine e del 50% negli impianti di polietilene a bassa densità[12]. Dal 1970 ha realizzato oltre 210 impianti in tutto il mondo.[13][14][15][16][17]
- Oil & Gas refining: specializzazione in impianti di trattamento gas e unità di processo di raffinerie[13][18][19][20][21]
- Fertilizzanti: dal 1924 la società ha realizzato oltre 175 impianti[13] tra ammoniaca e urea in tutto il mondo[22]. Con la consociata Stamicarbon[12] , società attiva nella progettazione e licenze di tecnologie per lo sviluppo degli impianti di urea, Tecnimont copre l’intera catena di valore: sviluppo del progetto, licensing e esecuzione su base EPC.[23][24][25]

### Presenza nel mondo
Come parte del Gruppo Maire Tecnimont, Tecnimont è presente in 45 paesi con circa 50 società.

## Digitalizzazione e innovazione
In continuità con la strategia del Gruppo, Tecnimont promuove una mentalità digitale nell’intera catena del valore in cui opera, per sfruttare il potenziale del settore, per la realizzazione di progetti complessi e tecnologicamente avanzati che riducano i costi operativi e aumentino la sostenibilità degli impianti.